# Romain Saladini
Romain Saladini (Bron, 10 de octubre de 1986) es un deportista francés que compitió en ciclismo de montaña en la disciplina de campo a través.
Ganó dos medallas de plata en el Campeonato Mundial de Ciclismo de Montaña entre los años 2007 y 2009, y una medalla de plata en el Campeonato Europeo de Ciclismo de Montaña de 2007.

## Medallero internacional
| Campeonato Mundial | Campeonato Mundial         | Campeonato Mundial | Campeonato Mundial    |
| Año                | Lugar                      | Medalla            | Competición           |
| ------------------ | -------------------------- | ------------------ | --------------------- |
| 2007               | Fort William (Reino Unido) | Medalla de plata   | Campo a través para 4 |
| 2009               | Camberra (Australia)       | Medalla de plata   | Campo a través para 4 |
| Campeonato Europeo |                            |                    |                       |
| Año                | Lugar                      | Medalla            | Competición           |
| 2007               | Elatojori (Grecia)         | Medalla de plata   | Campo a través para 4 |